# ماتيج شتوشل
ماتيج شتوشل (بالتشيكية: Matěj Štochl)‏ هو لاعب كرة قدم تشيكي في مركز الدفاع، ولد في 4 مايو 1989 في Hořovice ‏ في جمهورية التشيك. لعب مع بوهيميانز 1905 وفيكتوريا زيزكوف ونادي بريبرام.

## وصلات خارجية
- ماتيج شتوشل على موقع الاتحاد التشيكي (الإنجليزية)
- ماتيج شتوشل على موقع قاعدة بيانات كرة القدم.إي يو (الإنجليزية)
- ماتيج شتوشل على موقع Soccerway.com (الإنجليزية)
- ماتيج شتوشل على موقع عالم كرة القدم.نت (الإنجليزية)